# Il était une fois en Chine (série de films)
Pour les articles homonymes, voir Il était une fois.
 Pour plus de détails, voir Fiche technique et Distribution
Il était une fois en Chine (武狀元黃飛鴻, Mo jong yuen Wong Fei Hung) est une série de six films de kung-fu hongkongais réalisés par Tsui Hark, Yuen Bun et Sammo Hung, et sortis entre 1991 et 1997.
Ils racontent les aventures fictives du maître chinois des arts martiaux Wong Fei-hung, qui est interprété par les acteurs Jet Li (volets 1, 2, 3 et 6) et Chiu Man-cheuk (volets 4 et 5).

## Synopsis

### Il était une fois en Chine(1991)
Canton, fin du XIXe siècle. Wong Fei-hung (Jet Li), docteur en médecine chinoise, maître de kung-fu et chef instructeur de l'armée du Dragon noir tente de lutter à son échelle contre le pillage de la Chine par les forces occidentales. Il forme ainsi des hommes aux arts martiaux chinois afin qu'ils puissent se défendre face aux Britanniques et aux Américains ayant déjà conquis Hong Kong et Macao.
Il s'occupe également de sa tante Yee (Rosamund Kwan), revenue d'Amérique totalement occidentalisée. Bien qu'attirés l'un par l'autre, leur romance  est interdite car ils sont considérés comme des parents, le père de tante Yee étant un frère du grand-père de Wong.

## Fiche technique
Sauf indication contraire, les informations mentionnées dans cette section peuvent être confirmées par la base de données cinématographiques IMDb,  présente dans la section « Liens externes ».
| Équipe technique          | Films                             | Films                                                         | Films                                                    | Films                                                    | Films                                                        | Films                                                     |
| Équipe technique          | Il était une fois en Chine (1991) | Il était une fois en Chine 2 : La Secte du lotus blanc (1992) | Il était une fois en Chine 3 : Le Tournoi du Lion (1993) | Il était une fois en Chine 4 : La Danse du dragon (1993) | Il était une fois en Chine 5 : Dr Wong et les pirates (1994) | Il était une fois en Chine 6 : Dr Wong en Amérique (1997) |
| ------------------------- | --------------------------------- | ------------------------------------------------------------- | -------------------------------------------------------- | -------------------------------------------------------- | ------------------------------------------------------------ | --------------------------------------------------------- |
| Titre original            | Wong Fei Hung                     | Wong Fei Hung II: Nam yee tung chi keung                      | Wong Fei Hung III: Si wong jaang ba                      | Wong Fei Hung IV: Wong je ji fung                        | Wong Fei Hung chi neung: Lung shing chim ang                 | Wong Fei Hung: chi sai wik hung see                       |
| Réalisation               | Tsui Hark                         | Tsui Hark                                                     | Tsui Hark                                                | Yuen Bun                                                 | Tsui Hark                                                    | Sammo Hung                                                |
| Scénario                  | Tsui Hark                         | Tsui Hark                                                     | Tsui Hark                                                | Tsui Hark                                                | Tsui Hark                                                    | Sharon Hui                                                |
| Scénario                  | Pik-yin Tang                      | Cheung Tan                                                    | Cheung Tan                                               | Pik-yin Tang                                             | Lau Tai-Mok                                                  | Philip Kwok                                               |
| Scénario                  | Yiu Ming Leung                    | Chan Tin-suen                                                 | Chan Tin-suen                                            |                                                          | Lam Kee-To                                                   | Szeto Cheuk-Hon                                           |
| Scénario                  | Kai-Chi Yun                       |                                                               |                                                          |                                                          |                                                              | Sze Mei-Yee                                               |
| Scénario                  |                                   |                                                               |                                                          |                                                          | So Man Sing                                                  |                                                           |
| Photographie              | Arthur Wong                       | Arthur Wong                                                   | Andrew Lau                                               | Arthur Wong                                              | Ardy Lam                                                     | Walter Gregg                                              |
| Photographie              | Chan Tung-Chuen                   |                                                               |                                                          |                                                          | Derek Wan                                                    |                                                           |
| Photographie              | Wilson Chan                       |                                                               |                                                          |                                                          |                                                              |                                                           |
| Photographie              | David Chung                       |                                                               |                                                          |                                                          |                                                              |                                                           |
| Photographie              | Andy Lam                          |                                                               |                                                          |                                                          |                                                              |                                                           |
| Photographie              | Bill Wong                         |                                                               |                                                          |                                                          |                                                              |                                                           |
| Montage                   | Marco Mak                         | Marco Mak                                                     | Marco Mak                                                | Marco Mak                                                | Marco Mak                                                    | Marco Mak                                                 |
| Montage                   | Angie Lam                         |                                                               |                                                          |                                                          |                                                              |                                                           |
| Montage                   | Chi Wai Chan                      |                                                               |                                                          |                                                          |                                                              |                                                           |
| Musique                   | Romeo Díaz                        | Chow Gam-Wing                                                 | Wu Wai Lap                                               |                                                          |                                                              | Lowell Lo                                                 |
| Musique                   | James Wong                        | Johnny Njo                                                    |                                                          |                                                          |                                                              |                                                           |
| Musique                   | Richard Yuen                      |                                                               |                                                          |                                                          |                                                              |                                                           |
| Production                | Tsui Hark                         | Tsui Hark                                                     | Tsui Hark                                                | Tsui Hark                                                | Tsui Hark                                                    | Tsui Hark                                                 |
| Production                | Roger Lee                         | Ng See-yuen                                                   | Ng See-yuen                                              | Ng See-yuen                                              | Ng See-yuen                                                  |                                                           |
| Production                | Raymond Chow                      |                                                               |                                                          |                                                          |                                                              |                                                           |
| Sociétés de production    | Film Workshop                     | Film Workshop                                                 | Film Workshop                                            | Film Workshop                                            | Film Workshop                                                | China Star Entertainment                                  |
| Sociétés de production    | Golden Harvest Company            | Golden Harvest Company                                        | Golden Harvest Company                                   | Paragon Films Ltd.                                       | Paragon Films Ltd.                                           | Win's Entertainment Ltd                                   |
| Sociétés de production    | Paragon Films Ltd.                |                                                               |                                                          |                                                          |                                                              |                                                           |
| Sociétés de distribution  | Golden Harvest Company            | Golden Harvest Company                                        | Golden Harvest Company                                   | Golden Harvest Company                                   | Golden Harvest Company                                       | China Star Entertainment                                  |
| Sociétés de distribution  |                                   |                                                               |                                                          |                                                          | Win's Entertainment                                          |                                                           |
| Durée                     | 134 minutes                       | 113 minutes                                                   | 109 minutes                                              | 101 minutes                                              | 101 minutes                                                  | 102 minutes                                               |
| Dates de sortie Hong Kong | 15 août 1991                      | 16 avril 1992                                                 | 11 février 1993                                          | 10 juin 1993                                             | 17 novembre 1994                                             | 1er février 1997                                          |
| Dates de sortie France    | 18 mars 2000                      | 18 mars 2000                                                  | 8 novembre 2000                                          | 8 novembre 2000                                          | 8 novembre 2000                                              | 8 novembre 2000                                           |
| Pays d'origine            | Hong Kong                         | Hong Kong                                                     | Hong Kong                                                | Hong Kong                                                | Hong Kong                                                    | Hong Kong                                                 |

## Distribution
Sauf indication contraire, les informations mentionnées dans cette section peuvent être confirmées par la base de données cinématographiques IMDb,  présente dans la section « Liens externes ».
| Personnages         | Films                             | Films                                                         | Films                                                    | Films                                                    | Films                                                        | Films                                                     |
| Personnages         | Il était une fois en Chine (1991) | Il était une fois en Chine 2 : La Secte du lotus blanc (1992) | Il était une fois en Chine 3 : Le Tournoi du Lion (1993) | Il était une fois en Chine 4 : La Danse du dragon (1993) | Il était une fois en Chine 5 : Dr Wong et les pirates (1994) | Il était une fois en Chine 6 : Dr Wong en Amérique (1997) |
| ------------------- | --------------------------------- | ------------------------------------------------------------- | -------------------------------------------------------- | -------------------------------------------------------- | ------------------------------------------------------------ | --------------------------------------------------------- |
| Wong Fei-hung       | Jet Li                            | Jet Li                                                        | Jet Li                                                   | Chiu Man-cheuk                                           | Chiu Man-cheuk                                               | Jet Li                                                    |
| Leung Fu            | Yuen Biao                         | Max Mok                                                       | Max Mok                                                  | Max Mok                                                  | Max Mok                                                      |                                                           |
| Tante Yee           | Rosamund Kwan                     | Rosamund Kwan                                                 | Rosamund Kwan                                            |                                                          | Rosamund Kwan                                                | Rosamund Kwan                                             |
| Pied-bot (Clubfoot) |                                   |                                                               | Xiong Xin-xin                                            | Xiong Xin-xin                                            | Xiong Xin-xin                                                | Xiong Xin-xin                                             |
| Lam Sai-wing        | Kent Cheng                        |                                                               |                                                          |                                                          | Kent Cheng                                                   |                                                           |
| Su le bègue         | Jacky Cheung                      |                                                               |                                                          |                                                          | Roger Kwok                                                   | Power Chan                                                |
| Tante May           |                                   |                                                               |                                                          | Jean Wang                                                | Jean Wang                                                    |                                                           |
| Wong Kei-ying       |                                   |                                                               | Shun Lau                                                 | Shun Lau                                                 | Shun Lau                                                     |                                                           |

## Réception

### Accueil critique
| Film                                                   | IMDb   | The Movie Database |
| ------------------------------------------------------ | ------ | ------------------ |
| Il était une fois en Chine                             | 7,3/10 | 72%                |
| Il était une fois en Chine 2 : La Secte du lotus blanc | 7,4/10 | 72%                |
| Il était une fois en Chine 3 : Le Tournoi du Lion      | 6,8/10 | 66%                |
| Il était une fois en Chine 4 : La Danse du dragon      | 6,1/10 | 57%                |
| Il était une fois en Chine 5 : Dr Wong et les pirates  | 6,1/10 | 55%                |
| Il était une fois en Chine 6 : Dr Wong en Amérique     | 6,4/10 | 58%                |

### Box-office
| Film                                                   | Recettes au box office | Recettes au box office |
| Film                                                   | Hong Kong              | Mondial                |
| ------------------------------------------------------ | ---------------------- | ---------------------- |
| Il était une fois en Chine                             | 29 672 278 HKD         | 3 826 459 $            |
| Il était une fois en Chine 2 : La Secte du lotus blanc | 30 399 676 HKD         | 3 924 438 $            |
| Il était une fois en Chine 3 : Le Tournoi du Lion      | 27 540 561 HKD         | 3 560 604 $            |
| Il était une fois en Chine 4 : La Danse du dragon      | 11 301 790 HKD         | 1 458 013 $            |
| Il était une fois en Chine 5 : Dr Wong et les pirates  | 4 902 426 HKD          | 3 560 742 $            |
| Il était une fois en Chine 6 : Dr Wong en Amérique     | 30 268 415 HKD         | NC                     |
| Totaux                                                 | 134 085 146 HKD        | 16 330 256 $           |